# Rede de Cidades Inteligentes da ASEAN (ASCN)
A Rede de Cidades Inteligentes da ASEAN (em inglês: ASEAN Smart Cities Network) - (ASCN) é uma plataforma colaborativa que visa articular os esforços de desenvolvimento de cidades inteligentes na ASEAN, facilitando a cooperação no desenvolvimento de cidades inteligentes, catalisando projetos bancários com o setor privado e assegurando financiamento e apoio dos parceiros externos da ASEAN. Foi lançado na 32.ª Cúpula da ASEAN como uma entrega essencial da Presidência da ASEAN de Cingapura, em 2018. A Reunião Inaugural da ASCN ocorreu em 8 de julho de 2018.

## Histórico
O ASCN é uma resposta à tendência de rápida urbanização que afeta a região. A maior parte do crescimento da ASEAN foi impulsionada por centros urbanos, com mais de 90 milhões de pessoas urbanizadas em 2030 e cidades "de peso médio", entre duzentos mil e dois milhões de habitantes, preveem impulsionar 40% do crescimento da região. O ASCN visa ajudar os Estados Membros da ASEAN a aproveitar soluções tecnológicas e digitais e, assim, melhorar a vida das pessoas em todo o continuum urbano-rural.

## Cidades ASCN
Abaixo está uma lista das 26 cidades-piloto que foram nomeadas pelos respectivos Estados Membros da ASEAN.
- Brunei- Bandar Seri Begawan
- Cambodia- Battambang
- Cambodia- Phnom Penh
- Cambodia- Siem Reap
- Indonesia- Macáçar
- Indonesia- Banyuwangi
- Indonesia- Jacarta
- Laos- Luang Prabang
- Laos- Vientiane
- Malaysia- Johor Bahru
- Malaysia- Kuala Lumpur
- Malaysia- Kota Kinabalu
- Malaysia- Kuching
- Myanmar- Nepiedó
- Myanmar- Mandalai
- Myanmar- Rangum
- Philippines- Cebu
- Philippines- Dávao
- Philippines- Manila
- Singapore- Singapura
- Thailand- Banguecoque
- Thailand- Chonburi
- Thailand- Phuket
- Vietnam- Da Nang
- Vietnam- Hanói
- Vietnam- Cidade de Ho Chi Minh

Os planos de ação e projetos prioritários das cidades inteligentes desenvolvidos pelas 26 cidades-piloto podem ser encontrados aqui

## Representação
Cada Estado Membro da ASEAN nomeia um Representante Nacional para a Rede. Além disso, cada cidade também nomeia um Chief Smart City Officer (CSCO).  O status de um CSCO é equivalente ao de um Chief Urban Planner ou Chief Resilience Officer. O papel do CSCO é participar da reunião anual, elaborar o respectivo plano de ação da cidade e discutir o Quadro de Cidades Inteligentes da ASEAN. Existe, portanto, representação nos níveis nacional e municipal. A tabela abaixo lista os CSCOs, que são o principal ponto de contato de cada cidade com a Rede.
| Cidade                | Diretor de cidade inteligente                                       | Designação |
| --------------------- | ------------------------------------------------------------------- | --- |
| Bandar Seri Begauã    | Haji Ali Matyassin                                                  | Presidente do Departamento Municipal de Bandar Seri Begauã |
| Battambang            | Soeum Bunrith                                                       | Vice-governador da província de Battambang |
| Pnom Pen              | Seng Vannak                                                         | Chefe de Administração |
| Siem Reap             | Ly Samreth                                                          | Vice-Governador, Província de Siem Reap |
| Macáçar               | Ismail Hajiali                                                      | Chefe de Comunicação e Informação, Governo da Cidade de Macáçar |
| Banyuwangi            | Budi Santoso                                                        | Chefe de Informática, Comunicações e Criptografia, Governo de Banyuwangi |
| DKI Jacarta           | Dian Ekowati                                                        | Chefe do Gabinete de Comunicação e Informática |
| Luang Prabang         | Soukan Bounnyong                                                    | prefeito |
| Vienciana             | Bouchan Keosithamma                                                 | Subdiretora de Obras Públicas e Transportes, Vientiane Capital |
| Johor Bahru           | Maimunah Jaffar                                                     | Diretor de Planejamento e Conformidade |
| Cuala Lumpur          | Datuk Najib bin Mohamad                                             | Diretor Executivo (Planejamento) |
| Kota Kinabalu         | Stanley Chong Hon Chung Tantinny Fung Chew Li                       | Diretor do Departamento de Planejamento da Cidade, Dewan Bandaraya Kota Kinabalu Planejador de cidade, Departamento de Planejamento da cidade, Dewan Bandaraya Kota Kinabalu |
| Kuching               | Julin Alen                                                          | Diretor Assistente Principal, Unidade de Planejamento Estadual, Departamento de Ministro Chefe, Sarawak                                                                      |
| Nepiedó               | Myo Aung                                                            | Secretário Permanente, Comitê de Desenvolvimento Nepiedó |
| Mandalai              | Ye Myat Thu                                                         | Membro do Comitê, Governo da Cidade Mandalai |
| Rangum                | Tin Tin Kyi                                                         | Diretor da Divisão de Planejamento Urbano Representante, Comitê de Desenvolvimento da Cidade de Rangum                                                                       |
| Cidade de Cebu        | Nigel Paul C. Villarete                                             | Administrador da cidade |
| Cidade Davao          | Mgen Benito Antonio T De Leon Afp Rowena Henedine Dominguez-Narajos | Chefe do Centro de Comando de Segurança Pública Oficial de Tecnologia da Informação II                                                                                       |
| Manila                | Mario Zapatos Oblefias                                              | Chefe, processamento eletrônico de dados, prefeitura de Manila |
| Singapura             | Tan Chee Hau                                                        | Diretor (Planejamento e Priorização) Escritório de Nação Inteligente e Governo Digital, Gabinete do Primeiro Ministro                                                        |
| Bancoque              | Chaiwat Thongkamkoon                                                | Diretor-Geral, Escritório de Políticas e Planejamento de Transporte e Tráfego                                                                                                |
| Chonburi              | Seksan Phunboonmee                                                  | Analista de Políticas e Planos, Escritório de Planejamento e Política Energética, Ministério da Energia                                                                      |
| Phuket                | Passakon Prathombutr                                                | Vice-presidente executivo sênior, Agência de promoção da economia digital |
| Da Nang               | Nguyen Quang Thanh                                                  | Diretor, Departamento de Informação e Comunicação Da Nang |
| Hanói                 | Nguyen Duc Chung                                                    | Presidente do Comitê Popular de Hanói |
| Cidade de Ho Chi Minh | Tran Vinh Tuyen                                                     | Vice-Presidente, Comitê Popular da Cidade de Ho Chi Minh |

## Suporte e parcerias
Em março de 2018, a Austrália anunciou um fundo de 30 milhões de dólares para apoiar o desenvolvimento de cidades inteligentes na ASEAN.
Em julho de 2018, cinco acordos foram assinados durante a Cerimônia de Abertura da Reunião Inaugural da ASCN. Entre eles, havia um acordo entre o Programa das Nações Unidas para o Desenvolvimento (PNUD) e a Organização de Comércio Exterior do Japão (JETRO), que expressava apoio à ASCN no contexto da promoção do desenvolvimento sustentável na Ásia-Pacífico. Também foi assinado um acordo entre a Amata Smart City Corporation Chonburi e a Aliança de Soluções Urbanas de Yokohama.